# Dolina Debrzynki
Dolina Debrzynki este o arie protejată (sit de importanță comunitară — SCI) din Polonia întinsă pe o suprafață de 1.294,62 ha, integral pe uscat.

## Localizare
Centrul sitului Dolina Debrzynki este situat la coordonatele 53°31′30″N 17°05′24″E / 53.525°N 17.0899°E.

## Înființare
Situl Dolina Debrzynki a fost declarat sit de importanță comunitară în octombrie 2009 pentru a proteja 2 specii de plante și 6 specii de animale.

## Biodiversitate
Situată în ecoregiunea continentală, aria protejată conține 9 habitate naturale: Lacuri eutrofice naturale cu vegetație de tip Magnopotamion sau Hydrocharition, Liziere de ierburi înalte hidrofile de câmpie și de nivel montan până la alpin, Fânețe de joasă altitudine (Alopecurus pratensis, Sanguisorba officinalis), Izvoare petrifiante cu formare de travertin (Cratoneurion), Mlaștini alcaline, Păduri de fag Luzulo-Fagetum, Păduri de fag Asperulo-Fagetum, Păduri de stejar sau de stejar și carpen sub-atlantice și medio-europene de Carpinion betuli, Păduri aluvionare cu Alnus glutinosa și Fraxinus excelsior (Alno-Padion, Alnion incanae, Salicion albae).
La baza desemnării sitului se află mai multe specii protejate:
- plante (2): Hamatocaulis vernicosus, ochii-șoricelului (Saxifraga hirculus)
- mamifere (2): castor (Castor fiber), vidră de râu (Lutra lutra)
- nevertebrate (4): libelule (Leucorrhinia pectoralis), fluturele purpuriu (Lycaena dispar), Vertigo angustior, Vertigo moulinsiana